# Bugarski lev
Lev (skraćeno: lv) je novčana jedinica Bugarske. Upotrebljava se od 1881. godine. Dijeli se na 100 stotinki. Naziv mu proizilazi iz riječi „лъв“ (lav u bugarskom jeziku).
Kod bugarske novčane jedinice po međunarodnom standardu ISO 4217 je BGN. Za lev su također upotrebljavani i drugi kodovi, i to:
BGL - za vrijednosti prije denominacije iz 1999. godine 
BGK - za vrijednosti prije denominacije iz 1962. godine  
BGJ - za vrijednosti prije denominacije iz 1952. godine
Danas se koriste novčanice u apoenima od 1, 2, 5, 10, 50 i 100 leva kovanice od 1, 2, 5, 10, 20 i 50 stotinki, te od 1 leva.

## Vanjske poveznice
- Katalog i Galerija novčanica u Bugarskoj

| Yahoo! Finance: | AUD CAD CHF EUR GBP HKD JPY USD |
| XE.com:         | AUD CAD CHF EUR GBP HKD JPY USD |